# Intermezzo (Oper)
Intermezzo (auch Intermedium, Intermedio, Intermède: lat./ital./franz. ‚Zwischenspiel‘) hießen die zum Ende des 16. Jahrhunderts in Italien aufgekommenen tänzerisch-musikalischen Zwischenaktunterhaltungen bei Aufführungen von höfischen Schauspielen und Opern. Allgemeiner gebraucht man den Ausdruck Intermezzo für einen unerwarteten, komischen Zwischenfall.

## Frühform der Opera buffa
Die ältesten Intermedien waren einfache Madrigale; sie wurden auch zeitweilig durch Instrumentalvorträge abgelöst. In der französischen Tradition trat das Ballett-Divertissement an die Stelle des Intermezzos.
Die szenischen Intermezzi befanden sich als auflockernde Bestandteile zwischen den Akten einer Tragödie. Sie hingen anfänglich nicht miteinander zusammen, sondern jedes behandelte ein anderes (mythologisches) Thema. Allmählich aber entwickelte sich aus ihnen eine mehr oder weniger scherzhafte zweite Handlung. Die Intermezzi gehören, was Handlung und Personal betrifft, zum Genre der Komödie, während die Haupthandlung zu dem der Tragödie gehört. Ein solches Intermezzo war Giovanni Battista Pergolesis La serva padrona (1733).
Der nächste Schritt war die Lostrennung dieser selbständig gewordenen scherzhaften kleinen Oper aus der seriösen größeren Oper, wodurch die Opera buffa entstand. Jean-Jacques Rousseau komponierte mit dem Intermède Le devin du village (1752) ein Vorbild für die moderne Opéra comique.
Ein tänzerisches Intermezzo nannte man zumeist Divertissement.
Intermezzo ist außerdem der Titel einer Oper von Richard Strauss (1924), die auf die Entstehungsgeschichte der Opera buffa Bezug nimmt.

## Zwischenaktmusik
In der italienischen Oper und im Drama seit dem 19. Jahrhundert ist der Begriff Intermezzo gleichbedeutend mit dem deutschen Zwischenspiel bzw. dem französischen Entr’acte und bezeichnet eine Orchesterüberleitung zwischen zwei Akten oder Bildern.
Im 19. Jahrhundert wurde Intermezzo außerdem als Begriff für musikalische Charakterstücke gebraucht, beispielsweise von Johannes Brahms, siehe Intermezzo (Instrumentalmusik). Solche Charakterstücke dienten oft als Entracte im Schauspiel.